# Дзвін (видавництво)
«Дзві́н» — це видавнича спілка Володимира Винниченка, Юрія Тищенка (директор) та Лева Юркевича, заснована 1907 року в Києві.
Нею випущено збірники «Дзвін», щомісячник з такою ж назвою (1913—1914), збірнику творів Винниченка (1919—1921, Відень) та його ж «Відродження нації», твори Тищенка (Сірого), Черкасенка, кілька підручників для шкіл тощо.

## Історія
Після революції 1905 року збільшилась кількість осередків, що друкували українські книжки. Так у Києві заходами В. Винниченка, Ю. Тищенка і Л. Юркевича заснувалась у 1907 році видавнича спілка «Дзвін»

Перший збірник «Дзвону» вийшов у 1907 році, цю дату й можна вважати датою створення видавництва. У збірнику містилися твори С. Черкасенка, В. Винниченка, М. Коцюбинського, статті Д. Сергієнка, В. Левитського, В. Степанківського. Наступним виданням став перший том творів Лесі Українки, що привернув увагу української та російської преси, яка вважала, що це видання європейського рівня. Таку ж оцінку одержала четверта книжка творів В. Винниченка, чим директор видавництва дуже пишався.

1911 році видавництво активізувало свою діяльність. Влітку В. Винниченко приїхав у Київ і разом з Грушевським і Тищенком обговорювали організацію «Дзвону» (пізніше до них приєднався Юркевич). Тищенко пропонував об'єднати кошти для видання книжок, узявши в банку позику. З часом вислав два паї з-за кордону Юркевич. Винниченко мав сплачувати внесок відрахуванням з гонорарів за свої твори.
Тищенко перебрав на свої плечі тягар організаторської та адміністративної роботи, як писав він письменнику, не потребуючи «ні творчості, ні думання великого… одбірає в мене найбільше часу і виснажує до того, що до творчої роботи абсолютно не маю сили…». Скажімо, скільки клопоту було з четвертим томом творів Винниченка. Цензор у зверстаній книзі поробив такі купюри, що «просто жаль бере».
Але наклад четвертого тому потроху розпродався і в 1913 році вийшов п'ятий.

Щодо майбутньої творчої перспективи, то Тищенко найчастіше вирішував питання з Винниченком. Так, він просить згоди випустити поезії М. Вороного, які невдовзі побачили світ з обкладинкою М. Жука. Чіткий шрифтовий заголовок та видавнича марка на титулі книги, трикутні кінцівки надають виданню ошатного вигляду.

Надалі Тищенко, крім видання творів красного письменства, пропонує Винниченкові розпочати серію економічного та політичного змісту (від одного до чотирьох арк.).

Першою книжечкою малої серії «Дзвону» під назвою «Народна бібліотека» було оповідання В. Винниченка «Біля машини» (художник — І. Бурячок). За ним вийшли методичний збірник «Про легкі пошесті та як боротися з ними», «Розмова про школу» С. Тодосієнка (обидві книжки зберігаються в НБУ ім. В. І. Вернадського) С. Єфремов у рецензії на книгу С. Тодосієнка, що та «не промовляє до думки й почування неосвіченої людини, докази надто книжні і треба більше фактичного матеріалу». Наступна продукція видавництва — книжка С. Подолянина «Українець за кордоном і мандрівка в минуле» в якій автор подає відомості, що існували про Україну в англійській літературі.

Мова книжечок «Народної бібліотеки» була дохідливою, простою, адже вони розраховувалися на широку читацьку аудиторію. Наклад, як правило, не перевищував три тисячі. Директор «Дзвону» планує видавати оповідання В. Стефаника, гумористичну бібліотеку, насамперед «Уміркований та щирий» В. Винниченка, власні твори, брошури на соціальні теми. Були вже заготовлені й серії заставок та кінцівок.

На початку 1912 року Тищенко зустрівся з Б. Лазаревським і той запропонував йому оригінальне оповідання «Святий город», яке й було видане.
Чимало зусиль докладалось до організації літературно-науково-артистичного-місячника «Дзвін» (виходив з початку 1913 року). Друкуються в ньому В. Винниченко, В Самійленко, Д. Антонович, Л.Українка, Х. Алчевська, Г. Чупринка та ін. Публікувалися твори з красного письменства, наукові статті з історії, літературознавства, природничих наук, критичні, бібліографія, різнотематичні огляди. Під час підготовки перших номерів обов'язки «Міністра внутрішніх справ виконував Д. Донців, але пізніше його філософсько-політичні погляди розійшлися з членами редколегії і їхня співпраця стала неможливою.

У 1913 році видавництво випустило в світ шостий том творів Винниченка, який містив роман „Рівновага“. Художник О. Судомора використав у своїй композиції обкладинки національний український орнамент, художній шрифт.

Надалі виходять „Федько-халамидник“ Винниченка та „Класи і суспільство“ Юркевича.

Продукція видавництва поширювалась через книгарню „Літературно-критичного вісника“ (директор Тищенко). Посередники — книгарні НТШ (Львів) і Киевская старина» (Харків) та «українська книгарня» (Катеринодар на Кубані). Останні дві були організовані видавцем у 1909 і 1911 роках відповідно.

Діяльність «Дзвону» перервана першою світовою війною, відновилась у 1917 році. Тоді ж постає видавництво «Українська школа», що мало випускати підручники й книги для національної школи. У ньому працьвали С. Русова, Я. Чепіга, Ю. Тищенко, С. Черкасенко. У 1918 році «Дзвін» та «Українська школа» злилися і в серіях «Українська педагогічна бібліотека», «Колективного та позашкільного читання» і випустили разом окремі книги. Крім того "Дзвін випустив серії: «Біографічна бібліотека», «Універсальна бібліотека».

Незважаючи на дефіцит паперу, обсяг продукції видавництва був досить значним, видавнича і поліграфічна база України просто не справлялась з ним, тому вирішено було друкування підручників перенести до Австрії. Виконання замовлення перебрала на себе державна друкарня «Шульбюхерферляг», приватні — Гольцгаузена, Голдштайна, та Кайзера, і в Україну почали надходити вагони з підручниками. А в Києві тим часом побачили світ три томи творів Д. Марковича.

У 1919 році в «Дзвоні» під редакцією С. Русової, Ю. Тищенка, Я. Чепіги та С. Черкасенка спочатку в Києві, а потім у Відні виходила бібліотека «Малим дітям».

"Дзвін тут видав і низку літературних творів В. Винниченка (з обкладинкою Г. Нарбута), його ж «Відродження нації», роман «Рівновага», Серію підручників С. Черкасенка, Ю. Сірого, Я. Чепіги тощо. І це попри матеріальну скруту 21-го року, коли, як зазначає Тищенко в щоденнику, не тільки не було за що купити палива, а й не вистачало навіть на шматок хліба.

У 1922 році діяльність «Дзвону» у Відні припинилась. За станом на 1921 рік він випустив понад 100 назв, деякі підручники видавалися по кілька разів.

Деякий час Ю. Тищенко жив у Берліні. Звідти у листах до культурного діяча П. Богацького писав, що "Дзвін"терміново висилає у Прагу всі потрібні замовникам книжки зі знижкою до 30 %.

Листуючись з найбільшими видавництвами УСРР — ДВУ і Книгоспілкою, — він пропонує закупки або обмін виданнями, які не заборонялися цензурою.
Поступово діяльність «Дзвону» згасає, за 1926 рік вийшло всього чотири книжки, але сам директор не полишає улюбленої справи. Керує видавництвом «ЮТ», має в Празі книгарню 